# Megalorchis regalis
Megalorchis regalis – gatunek roślin z monotypowego rodzaju Megalorchis z rodziny storczykowatych (Orchidaceae). Rośliny są endemitami występującymi na Madagaskarze.

## Systematyka
Gatunek sklasyfikowany do podplemienia Orchidinae w plemieniu Orchideae, podrodzina storczykowe (Orchidoideae), rodzina storczykowate (Orchidaceae), rząd szparagowce (Asparagales) w obrębie roślin jednoliściennych.